# Parque nacional marino de Bonaire
El Parque nacional marino de Bonaire es una de las reservas marina más antiguas del Mundo. Incluye las aguas alrededor de Bonaire y Klein Bonaire desde la línea de marea alta hasta unos sesenta metros. El parque fue creado en 1979 y abarca 2600 hectáreas de arrecifes de coral, pastos marinos y manglares. Además, la laguna Lac es parte del parque submarino.
En 1999, el parque submarino recibió el estatus de un parque nacional de las Antillas Neerlandesas. El islote deshabitado de Klein Bonaire fue en 2001 declarado como área protegida legalmente introducida en el parque marino. El lado oeste de Bonaire está salpicado de lugares de buceo de fácil acceso desde la playa. Los sitios de buceo alrededor de Klein Bonaire son accesibles para los buceadores por barco. Con la excepción de una pequeña área el parque es totalmente gratuito para los buceadores.
Es además el único Parque Nacional Marino de Bonaire que posee sus propios ingresos (sin subsidios). Los ingresos provienen de un derecho de entrada para los buceadores. Otros usuarios como nadadores, surfistas, kitesurfistas, kayakistas y navegantes pagan una cuota de admisión reducida. Esto les da acceso al Parque Nacional Washington Slagbaai. Además de la conservación el parque proporciona educación sobre el buceo responsable a los turistas y para los amarres que mantienen (boyas) para embarcaciones con buceadores. La gestión está en manos de la Fundación de Parques Nacionales de Bonaire (STINAPA), que también gestiona el Parque Nacional Washington Slagbaai.